# Eutetrapha elegans
Eutetrapha elegans är en skalbaggsart som beskrevs av Hayashi 1966. Eutetrapha elegans ingår i släktet Eutetrapha och familjen långhorningar.
Artens utbredningsområde är Taiwan. Inga underarter finns listade i Catalogue of Life.